# Biarritz olympique Pays Basque

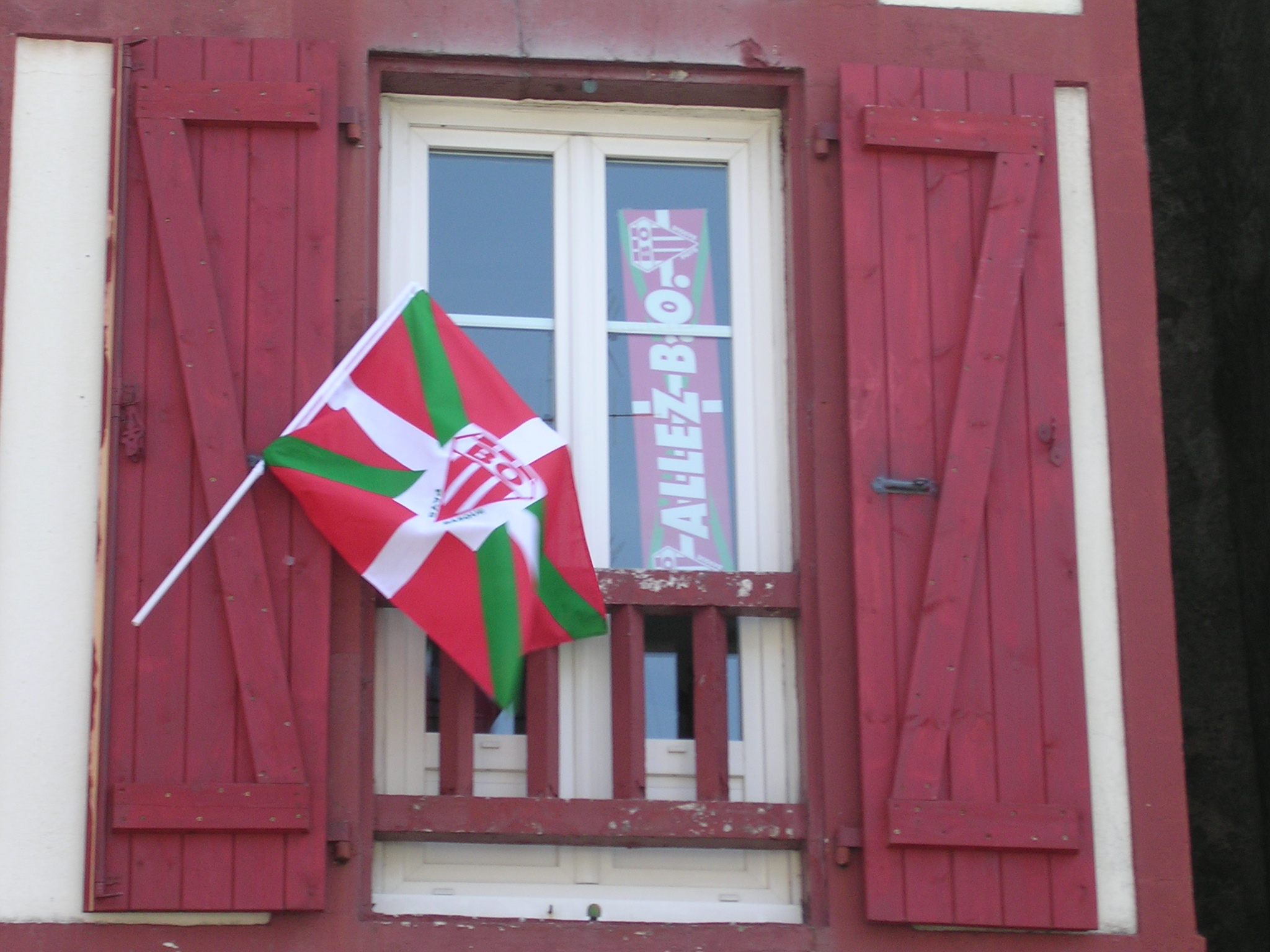
Ikurriña del Biarritz olympique

El Biarritz olympique Pays basque és un club de rugbi a 15 d'Iparralde que participa en el TOP 14. Juga a l'estadi Parc des Sports d'Aguilera de Biarritz, al departament dels Pirineus Atlàntics, tot i que en els partits importants es desplaça fins a l'Estadi d'Anoeta de Donosti.

## El club
El rugbi va aparèixer al País Basc a finals del segle xix, amb l'arribada el 1897 a l'institut de Baiona d'un landès de 20 anys qui va encomanar als seus companys el football-rugby, que ell mateix havia descobert a Bordeus. Aquest primer grup va encomanar l'afició als seus col·legues de Biarritz, provocant la creació del Biarritz-Sporting-Club i de l'«Amicale des anciens de Jules-Ferry» (fundat el 1898). El 1902 l'Amicale va esdevenir «Biarritz Stade» i, finalment, «Biarritz olympique» el 26 d'abril de 1913, quan es fusionà amb el Biarritz-Sporting-Club.
El 1998, quan el club es consolidava dins l'elit del rugbi francès, va afegir al seu nom les paraules Pays Basque, formant d'aquesta manera el nom actual Biarritz Olympique Pays Basque (BOPB). Aquest canvi perseguia una reafirmació identitària i promocionar la regió ≪establint una sòlida i estable relació entre un determinat estil de joc i pels valors fonamentals que fan la identitat del País Basc≫. Aquesta decisió va provocar un retoc de l'escut del club, al qual se li van afegir les paraules Pays Basque en verd sota l'escut.

## Palmarès
- Copa d'Europa: 
  - Finalista: 2006

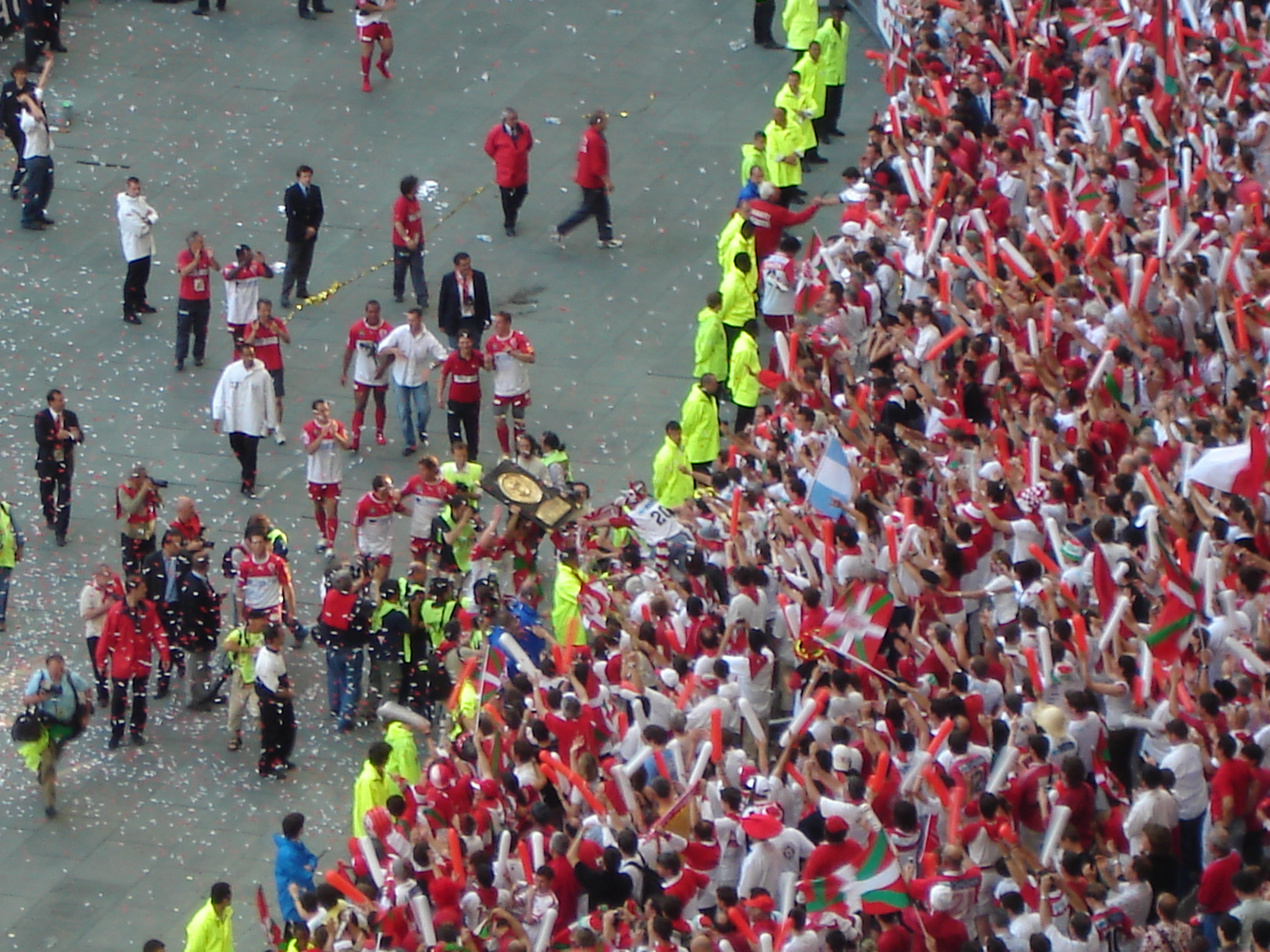
Celebració de la victòria del Campionat de França el 2006 contra l'Stade toulousain.

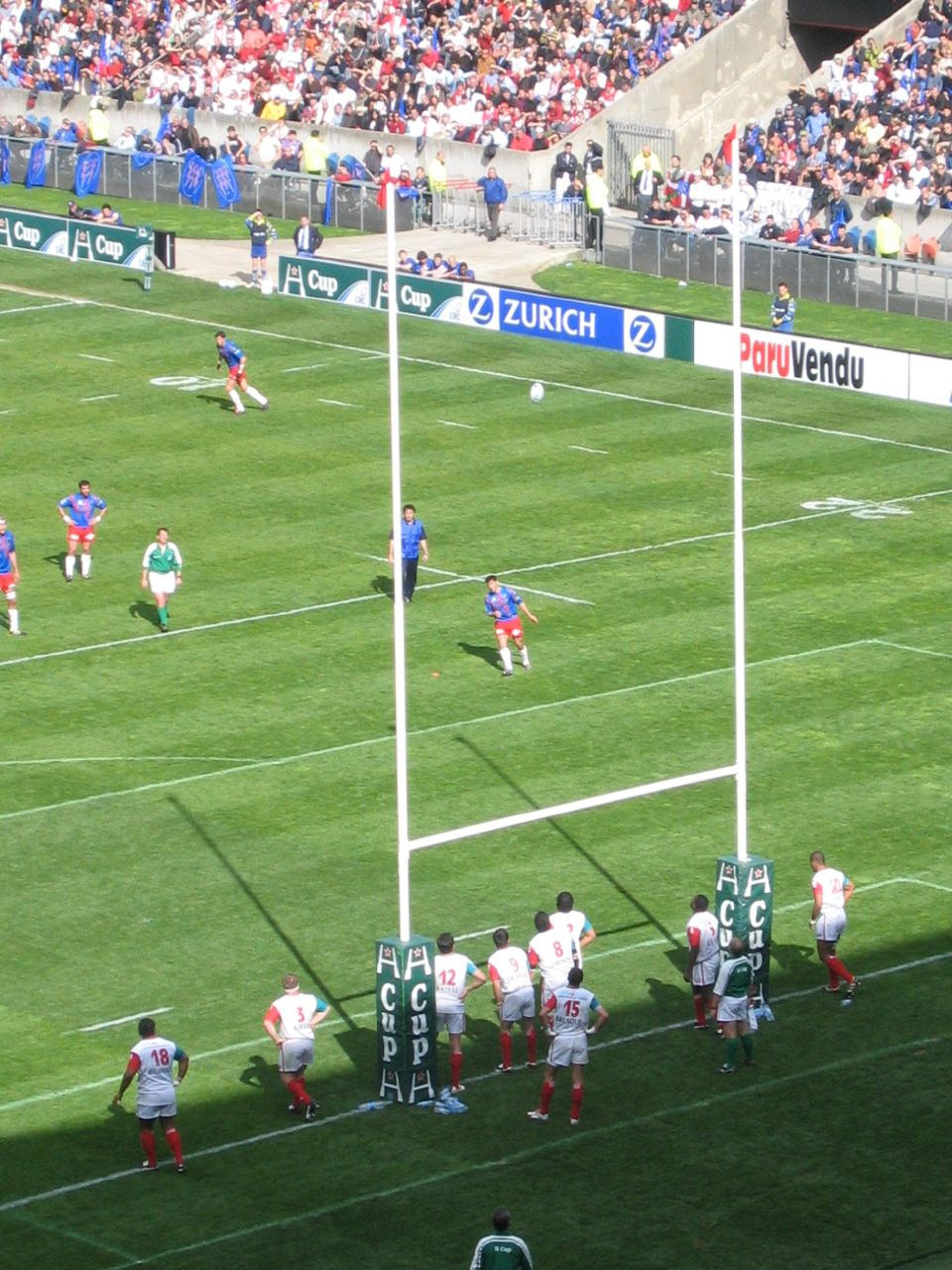
Stade français - Biarritz olympique, semi-final de la Copa d'Europa de rugbi 2004-2005

- Campionat de França (Bouclier de Brennus): 
  - Campió: 1935, 1939, 2002, 2005 i 2006 (5)
  - Finalista: 1934, 1938 i 1992
- Challenge Yves du Manoir: 
  - Campió: 1937 i 2000
  - Finalista: 1989
- Copa de la Lliga: 
  - Finalista: 2002
- Challenge Antoine Béguère: 
  - Campió: 1991

## Les finals del Biarritz olympique Pays Basque

### Campionat de França
| Data de la final   | Vencedor           | Finalista          | Resultat | Lloc de la final                | Espectadors |
| 13 de maig de 1934 | Aviron bayonnais   | Biarritz olympique | 13-8     | Stade des Ponts Jumeaux, Tolosa | 18.000      |
| 12 de maig de 1935 | Biarritz olympique | USAP Perpinyà      | 3-0      | Stade des Ponts Jumeaux, Tolosa | 23.000      |
| 8 de maig de 1938  | USAP Perpinyà      | Biarritz olympique | 11-6     | Stade des Ponts Jumeaux, Tolosa | 24.600      |
| 30 d'abril de 1939 | Biarritz olympique | USAP Perpinyà      | 6-0      | Stade des Ponts Jumeaux, Tolosa | 23.000      |
| 6 de juny de 1992  | RC Toulon          | Biarritz olympique | 19-14    | Parc des Princes, París         | 48.000      |
| 8 de juny de 2002  | Biarritz olympique | SU Agen            | 25-22    | Stade de France, Saint-Denis    | 78.457      |
| 11 de juny de 2005 | Biarritz olympique | Stade français     | 37-34    | Stade de France, Saint-Denis    | 79.475      |
| 10 de juny de 2006 | Biarritz olympique | Stade toulousain   | 40-13 1  | Stade de France, Saint-Denis    | 79.474      |

¹ Major nombre de punts marcats en una final.

### Copa d'Europa
| Data de la final   | Vencedor      | Finalista          | Resultat | Lloc de la final            | Espectadors |
| 20 de maig de 2006 | Rugby-Munster | Biarritz olympique | 23-19    | Millennium Stadium, Cardiff | 74 534      |

## Jugadors emblemàtics
| - Benoît August - Petru Bălan - Philippe Bernat-Salles - Serge Betsen - Philippe Bidabe - Serge Blanco - Sébastien Bonnet - Nicolas Brusque - Manuel Carizza - Michel Celaya - Louis Cluchague - Jean Condom - David Couzinet - Francis Daguerre - Jean-Martin Etchenique - Fernand Forgues - Martín Gaitán - Jean-Michel Gonzalez - André Haget - Francis Haget - Gabriel Haget (campió de França el 1939 i finalista el 1938) - Henri Haget | - Imanol Harinordoquy - Pierre Hontas - Jack Isaac - Marcel Jol - Jean Larribau - Patrice Lagisquet - Marc Lièvremont - Thomas Lièvremont - Sylvain Marconnet - Jimmy Marlu - Laurent Mazas - Christophe Milhères - Pascal Ondarts - Lucien Pariès - Julien Peyrelongue - Sotele Puleoto - Joe Roff - Olivier Roumat - Jean Semmartin - Damien Traille - Dimitri Yachvili |

## Clubs d'aficionats
- AUPA BO
- Les Amis du BO
- Miarritzeko Muttilak
- Aupa La Chouch'